# Bavay
Bavay település Franciaországban, Nord megyében. Lakosainak száma 3240 fő (2022. január 1.). Bavay Houdain-lez-Bavay, Obies, Mecquignies, Audignies, La Longueville, Saint-Waast, Taisnières-sur-Hon és L'Orée de Mormal községekkel határos.

## Népesség
A település népességének változása:
| Lakosok száma | 3394 | 3337 | 3442 | 3326 | 3295 | 3264 | 3248 | 3246 | 3240 |
|               | 2013 | 2015 | 2016 | 2017 | 2018 | 2019 | 2020 | 2021 | 2022 |